# Kornberg bei Riegersburg
Kornberg bei Riegersburg ist eine ehemalige Gemeinde mit 1132 Einwohnern (Stand: 31. Oktober 2013)
im Süd-Osten der Steiermark im Bezirk Südoststeiermark. Seit 2015 ist sie im Rahmen der Gemeindestrukturreform in der Steiermark mit der Marktgemeinde Riegersburg und den Gemeinden Breitenfeld an der Rittschein und Lödersdorf zusammengeschlossen, die neue Gemeinde führt den Namen „Riegersburg“ weiter.

## Geografie

### Geografische Lage
Kornberg bei Riegersburg liegt ca. 37 km östlich von Graz und ca. 2 km nordöstlich der Bezirkshauptstadt Feldbach im Oststeirischen Hügelland.

### Nachbargemeinden bis Ende 2014
- im Norden: Riegersburg
- im Osten: Lödersdorf
- im Süden: Raabau und Feldbach
- im Westen: Auersbach und Gniebing-Weißenbach

### Gliederung
Das Gemeindegebiet bestand aus der einzigen Katastralgemeinde Kornberg und umfasste folgende fünf Ortschaften (in Klammern Einwohnerzahl Stand 1. Jänner 2024):
- Bergl (287)
- Dörfl (205)
- Edelsgraben (112)
- Oberkornbach (123)
- Schützing (428)

### Einwohnerentwicklung

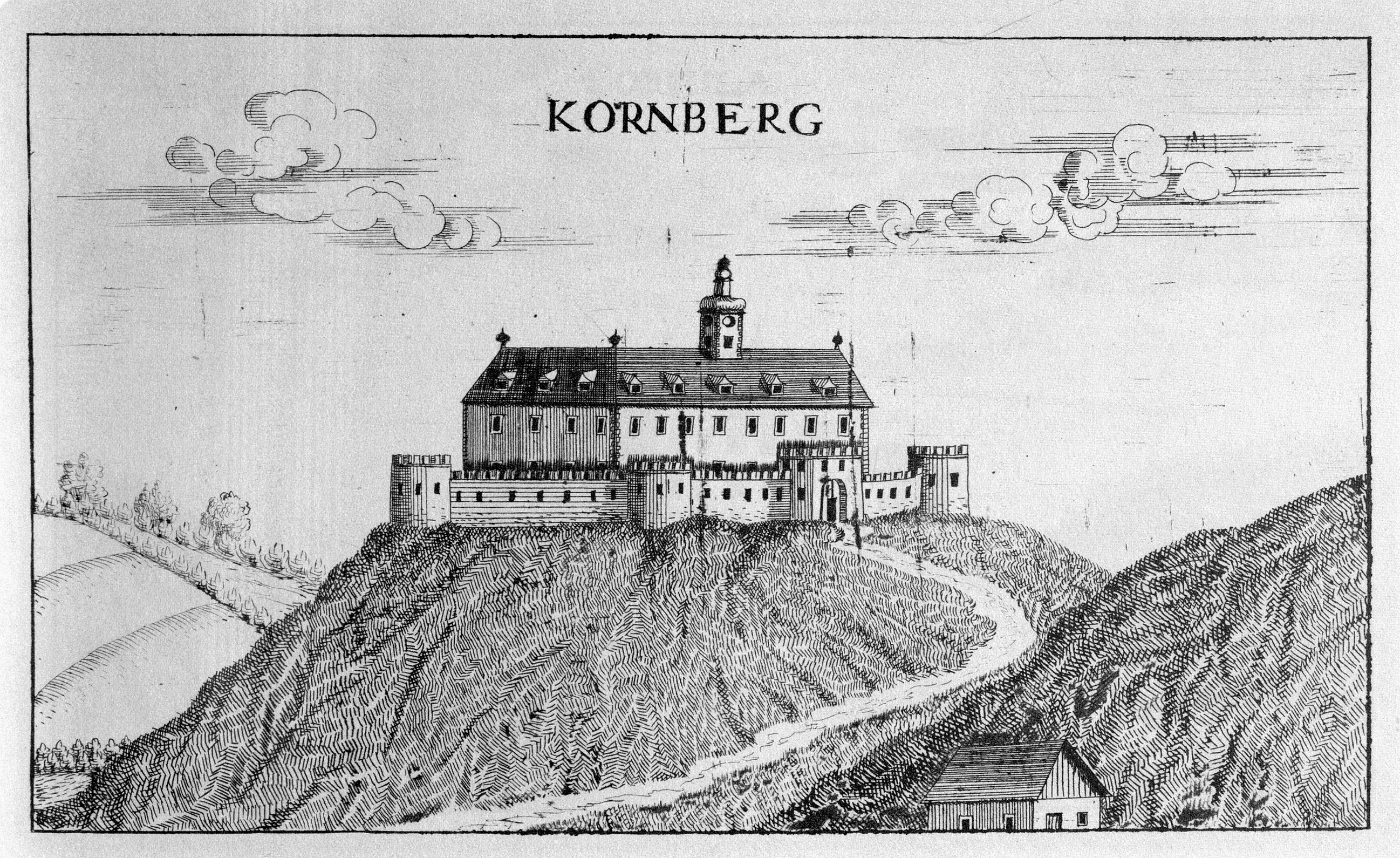
Schloss Kornberg, um 1681

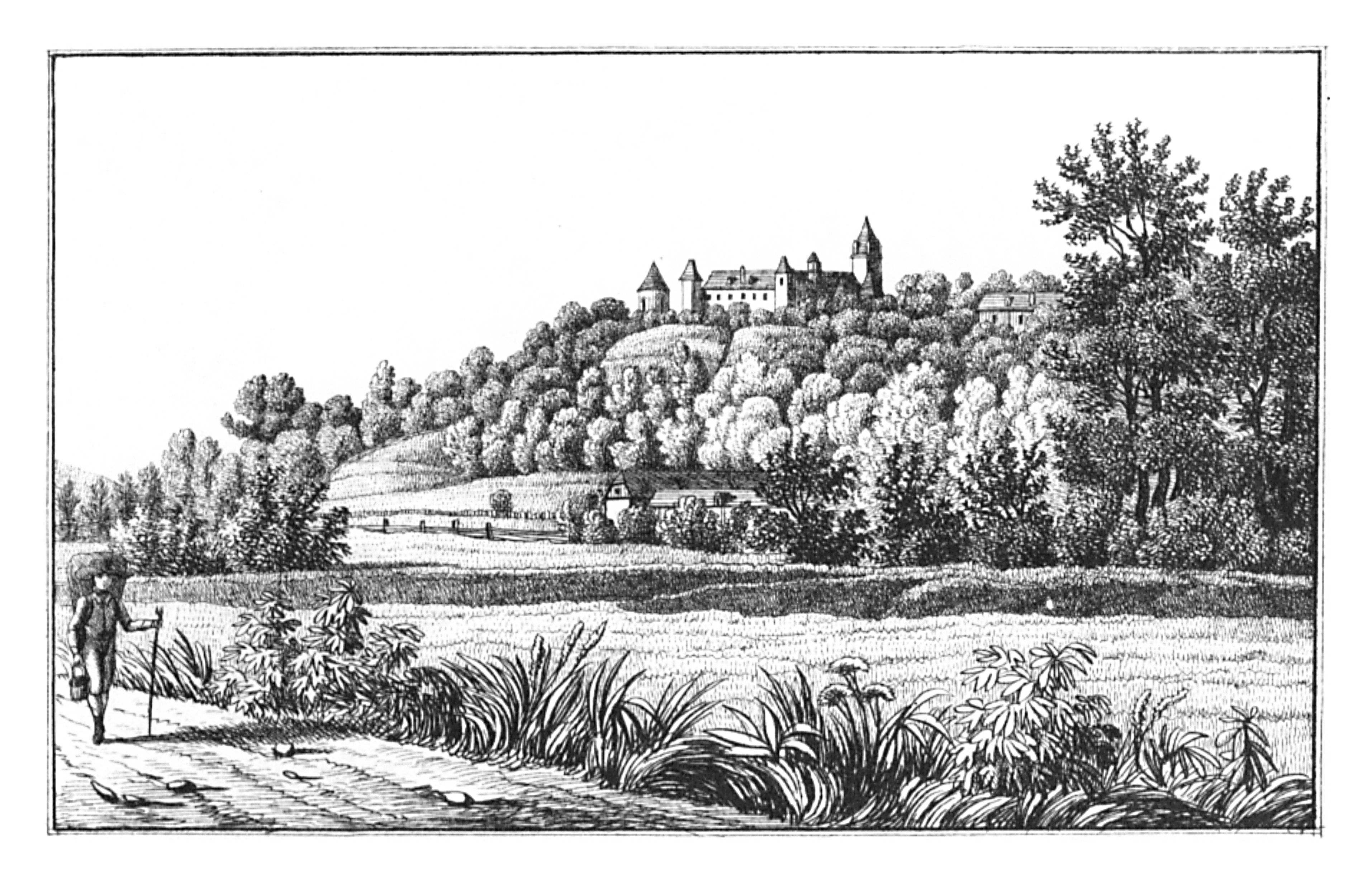
Schloss Kornberg, um 1830

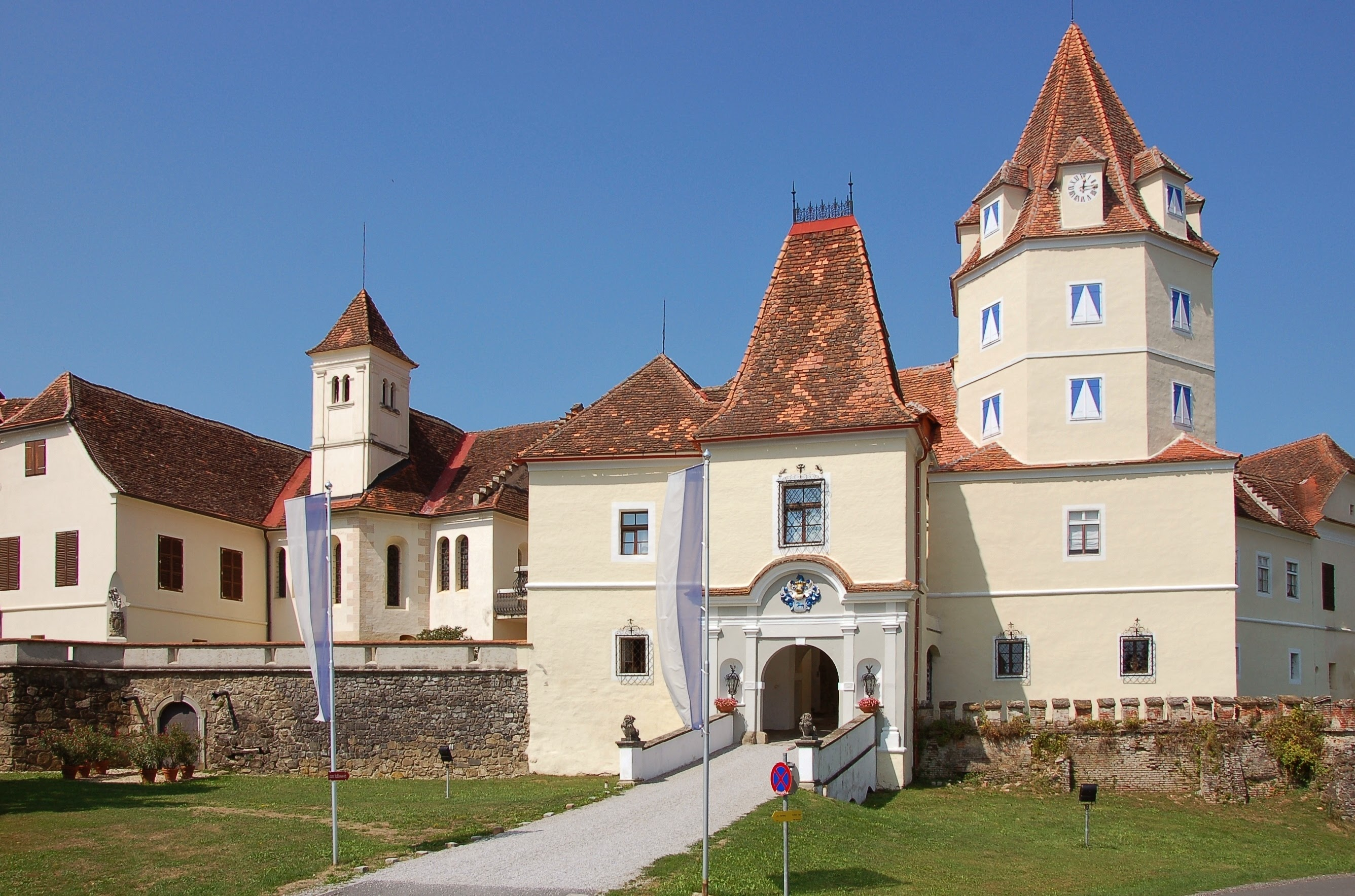
Schloss Kornberg, 2013

## Politik

### Gemeinderat
Der Gemeinderat bestand aus 15 Mitgliedern und setzte sich seit der Gemeinderatswahl 2010 aus Mandaten der folgenden Parteien zusammen:
- 13 ÖVP
- 2 SPÖ

### Wappen
Die Verleihung des Gemeindewappens erfolgte mit Wirkung vom 1. Jänner 1994.

Blasonierung (Wappenbeschreibung):
„In Gold eine bis an den oberen Schildrand wachsende gezinnte blaue Spitze, belegt mit einem goldenen Strohkranz, besteckt mit drei goldenen Ähren, eine aufrecht, die beiden anderen seitlich abwärts wachsend.“

## Kultur und Sehenswürdigkeiten
- Siehe auch: Liste der denkmalgeschützten Objekte in Riegersburg
- Bekannt ist Kornberg auch durch das Schloss Kornberg, auf dem im Gewölbe des Rittersaals Ritteressen veranstaltet werden. Auf dem Schloss finden verschiedene Veranstaltungen statt. Angeschlossen ist ein Reitclub.
- In Bergl ist die zotter Schokoladen Manufaktur ansässig.